# Kalocsa (distrikt)
Kalocsa är ett distrikt i Ungern. Det ligger i provinsen Bács-Kiskun, i den centrala delen av landet, 100 km söder om huvudstaden Budapest.